# (21479) Marymartha
(21479) Marymartha (1998 HN124) – planetoida z pasa głównego asteroid okrążająca Słońce w ciągu 3,21 lat w średniej odległości 2,17 j.a. Odkryta 23 kwietnia 1998 roku.